# 10807 Uggarde
10807 Uggarde este un asteroid din centura principală de asteroizi.

## Descriere
10807 Uggarde este un asteroid din centura principală de asteroizi. A fost descoperit pe 17 martie 1993 la Observatorul La Silla în cadrul programului UESAC. Asteroidul prezintă o orbită caracterizată de o semiaxă mare de 3,17 ua, o excentricitate de 0,13 și o înclinație de 2,7° în raport cu ecliptica.